# تهاجم آلمان به لهستان
تهاجم آلمان به لهستان که کارزار لهستان (به آلمانی: Polenfeldzug) و کارزار سپتامبر (به لهستانی: (Kampania wrześniowa) نیز خوانده می‌شود، تهاجم نظامی آلمان به لهستان از ۱ سپتامبر سال ۱۹۳۹ در غالب عملیات موسوم به مورد سفید بود که در نزد اکثر تاریخ‌دانان نقطه شروع جنگ جهانی دوم دانسته می‌شود. این تهاجم که قریب به یک ماه به طول انجامید، در نهایت با پیروزی آلمان و تسخیر لهستان توسط آن به پایان رسید و در ۳۵ روز لهستان فتح شد.

## پیش‌زمینه
با تقسیم لهستان در سال ۱۷۹۵ بین سه امپراتوری آلمان، اتریش و روسیه، این کشور برای بیش از ۱۲۰ سال از روی نقشه حذف شد. با شکست قدرت‌های مرکز در جنگ جهانی اول و تحمیل پیمان ورسای بر گرده آلمان، کشور مستقل لهستان مجدداً توانست به کمک متفقین به صحنه حیات بازگردد.
جانشینان سه امپراتوری همگی همچنان مدعی بخش‌های بزرگی از اراضی بودند که کشور جدید لهستان در آن قرار داشت. این مسئله در کنار ابراز بی‌علاقگی قدرت‌های غربی نسبت به تعیین دقیق محدوده مرزها در مناطقی با ترکیب جمعیتی پیچیده از ملیت‌های مختلف در اروپای شرقی، موجب بروز درگیری‌های مرزی با کشورهای مختلف شد. در این میان تعیین محدوده نهایی مرز آلمان و لهستان به انجام همه‌پرسی در ناحیه صنعتی سیلزی محول گشت. هر دو طرف از نیروهای شبه‌نظامی به منظور تأثیر گذاری بر نتایج این مسئله به نفع خود استفاده کردند. با وجود پیروزی لهستانی‌ها در این همه‌پرسی، درگیری با آلمان همچنان ادامه پیدا کرد. اقلیت آلمانی قرار گرفته در محدوده سلطه لهستان نیز کاملاً با شرایط خود مخالف بودند. مرز ترسیم‌شده بین آلمان و لهستان برای همه نیروهای سیاسی در داخل آلمان و در واقع برای کل مردم این کشور در دوره جمهوری وایمار غیرقابل تحمل بود. تقاضای عمومی بر بازنگری این مرزها، مخصوصاً بازگردانده شدن دانتسیش و از بین رفتن دالانی بود که پروس شرقی را از بدنه اصلی رایش جدا می‌کرد. حتی شخصیت‌های نظامی محافظه‌کار آلمانی که به دنبال اجتناب از به‌با شدن یک جنگ در سطح قاره اروپا بودند، هم خواسته‌های آلمان علیه لهستان را موجه می‌دیدند.
با وجود این که لهستان تقریباً در همه درگیری‌های مرزی سال‌های ۱۹۲۰–۱۹۱۸ پیروز شده بود، رهبران سیاسی و نظامی این کشور هم می‌دانستند آلمان و شوروی هیچ‌یک از دست رفتن همیشگی اراضی خود را نخواهند پذیرفت. از این رو لهستان می‌بایست برنامه‌هایی را برای مقابله با هر یک از آن‌ها آماده می‌کرد. نزد لهستانی‌ها جنگ یک امکان قطعی بود و احتمالاً بدون اعلان قبلی اتفاق می‌افتاد. شرایط متشنج و بی‌ثبات داخلی و خارجی، موجب شد لهستان به دنبال کسب پشتیبانی، درصدد اتحاد با کشورهای دیگر برآید. در این شرایط لهستان به عنوان یک کشور تازه‌استقلال‌یافته، به شدت به پیمان‌های دفاعی برای حفاظت از سرزمین خود وابسته بود. اختلافات مرزی با چکسلواکی و لیتوانی و ناتوانی و ضعف اقتصادی و نظامی رومانی، سبب شده بود لهستان در موقعیت جغرافیایی خود در جایگاه نامطلوبی قرار بگیرد. از این رو این کشور وادار شد رو به غرب و مخصوصاً فرانسه به عنوان تنها گزینه واقع‌بینانه، آورد که در آن زمان برجسته‌ترین قدرت نظامی اروپا به حساب می‌آمد و خود روابط مناسبی با آلمان و شوروی نداشت. در ابتدا با توجه به محدودیت‌های نظامی اعمال شده بر نیروهای مسلح آلمان و شرایط اقتصادی این کشور، لهستان خطر چندانی از جانب آلمان احساس نمی‌کرد و با اتکا به حمایت فرانسه، تمرکز خود را صرف شوروی به عنوان بزرگ‌ترین خطر، قرار داد. به هر حال با توجه به منافع ناهمگون، برنامه‌ریزان لهستانی و فرانسوی هر کدام پیگیر اهداف متفاوتی بودند و از همان ابتدا هیچ بنیان پایداری در روابط بین آن‌ها پدید نیامد و تعهدات نظامی مبهم و تحقق‌ناپذیر بود.

## پیشینه روابط آلمان و لهستان
لهستان و حاکمیت جمهوری وایمار در آلمان در دهه ۱۹۲۰ روابط نسبتاً خوبی داشتند. با انعقاد یک پیمان تجاری، آلمان تا سال ۱۹۲۵ به بزرگ‌ترین شریک تجاری لهستان بدل شد که حدود ۵۰ درصد از مجموع تجارت خارجی لهستان با آن انجام می‌گرفت. با این وجود دولت آلمان همچنان از به رسمت شناختن مرزهای لهستان خودداری و با اعلام رسمی و علنی، از تمامی ظرفیت اقتصادی و سیاسی برای بازپس‌گرفتن اراضی از دست‌رفته استفاده می‌کرد. دولت لهستان هم با فهم این مسئله از اواخر دهه ۱۹۲۰ کوشید با ورود به بازارهای دیگر، وابستگی تجاری خود به آلمان را بکاهد.
در ادامه با امضای پیمان عدم تجاوز با شوروی در سال ۱۹۳۲ و به قدرت رسیدن حزب ناسیونال سوسیالیست در آلمان در سال ۱۹۳۳، لهستانی‌ها مجدداً متوجه خطر از طرف همسایه غربی خود شدند. خروج آلمان از جامعه ملل به روشنی نشان‌گر این بود که این کشور قصد زیر پا گذاشتن پیمان ورسای و تهدید مستقیم مرزهای غربی لهستان را دارد. با این وجود دولت آدولف هیتلر در این زمان فعلا سرگرم مسائل داخلی بود و اقتصاد اولویت نخست آن به حساب می‌آمد. در حقیقت حاکمیت جدید آلمان آگاه به قدرت نظامی نسبی لهستان و اتحاد آن با فرانسه بود و می‌دانست هر گونه اقدام تهاجمی عجولانه می‌توانست لهستان و فرانسه را تحریک به یک جنگ پیشگیرانه بکند. از این رو  هیتلر در ابتدا از در عادی‌سازی روابط با لهستان برآمد و دو طرف ماه ژانویه سال ۱۹۳۴ یک پیمان عدم تجاوز ده‌ساله با یکدیگر بستند. لهستان به دنبال آن بود از این فرصت ده‌ساله برای تقویت اقتصاد و قدرت نظامی خود استفاده کند. متعاقبا توافقات اقتصادی نیز حاصل شد.

## آماده‌سازی لهستان
با مشاهده باز گذاشته شدن دست آلمان در مسئله چکسلواکی در ماه مارس سال ۱۹۳۸، اعتماد و اطمینان لهستان به وعده‌های فرانسه متزلزل شد. با سلطه آلمان بر تمامی چکسلواکی، لهستانی‌ها شروع به اجرای تمهیدات لازم با اتکا به توان خود کردند. با تنظیم دو طرح بسیج، برآورد می‌شد لهستان قادر به سازمان‌دهی تنها ۳۷ لشکر در مقابل ۷۰ لشکر آلمانی باشد. همین لشکرهای لهستان نیز از منظر نفرات و تجهیزات ضعیف‌تر از لشکرهای طرف مقابل بودند.
استحکامات دفاعی
بر مبنای تجربیات جنگ جهانی اول و جنگ با شوروی، ستاد کل لهستان در ابتدا اهتمام چندانی برای استحکامات مرزی نداشت. لهستانی می‌پنداشتند به‌جای نبردهای موضعی، روال درگیری آینده عملیات‌های متحرک خواهد بود؛ از این جهت تلاش خود را صرف دفاع ثابت نمی‌کردند. به هر حال لهستانی‌ها قصد داشتند دفاع سفت‌وسختی از شهرهای کلیدی همچون ورشو، بکنند. با این وجود در آغاز دهه ۱۹۳۰ با افزایش تنش‌ها با آلمان، فرماندهی آلمانی لهستان شروع به تجدید نظر در موضوع استحکامات مرزی کرد. پس از انجام طرح‌های مطالعاتی و با مقداری تأخیر، کار ساخت استحکامات مرزی با آلمان، به‌ویژه در ناحیه صنعتی حیاتی سیلزی علیا، نهایتاً از سال ۱۹۳۳ آغاز شد. البته سرعت این کارها تا سال ۱۹۳۵ بسیار کند بود. به هر شکل تا سال ۱۹۳۹ مبلغی بالغ بر ۱۴ میلیون زووتی (۲٫۶ میلیون دلار) صرف این استحکامات شد. با همه این‌ها، با توجه به این که تمرکز استحکامات بر ناحیه سیلزی بود ارتش لهستان امید چندانی به این مواضع که می‌شد به راحتی دور زده شود، نداشت.
تسلیحات شیمیایی
وزارت امور نظامی لهستان پیش‌بینی می‌کرد نیروی مهاجم در آینده از تسلیحات شیمیایی استفاده خواهد کرد؛ بنابراین تأکید زیادی بر آماده‌سازی نیروهای لهستانی برای یک نبرد شیمیایی شد. سال ۱۹۲۲ یک مؤسسه تحقیقاتی تسلیحات شیمیایی در ورشو و چهار سال پس از آن یک کارخانه تولیدی در سکارژسکو ایجاد شد. لهستانی‌ها دو گونه سلاح شیمیایی یکی گاز خردل عامل تاول و دیگری گاز فُسژِن عامل تنفس ساختند. تا سال ۱۹۳۱ مجموعاً بالغ بر ۲۱۰ تن از این دو عامل انباشته شد. نیروهای مسلح لهستان از سال ۱۹۳۲ شروع تبدیل این عوامل به سلاح کرد و ۲۷۰۰ گلوله توپ با کالیبرهای ۷۵ و ۱۵۵ میلی‌متر با آن پر شد. صنعت لهستان تا میانه دهه ۱۹۳۰ می‌توانست ماهانه صدها تن از تسلیحات تولید کند؛ البته در عمل تنها مقدار کمی انبار شد. تصمیم بر این بود که از این تسلیحات تنها برای تلافی و صرفاً با مجوز فرماندهی عالی استفاده شود.

### طرح و نیروهای آلمان
طرح تهاجم اصلی آلمان شامل دو عنصر می‌شد. عنصر نخست گروه ارتش شمال بود که ارتش‌های سوم و چهارم ورماخت را دربرمی‌گرفت. ارتش سوم از پروس شرقی رو به جنوب یورش می‌برد و ارتش چهارم از بین رودهای بردا و نوتچ به سمت شرق حمله می‌کرد. نیروی مهاجم دوم گروه ارتش جنوب بود که متشکل از ارتش‌های هشتم، دهم و چهاردهم ورماخت می‌شد. دو ارتش هشتم و دهم ورماخت در خط مقدمی بین راویچ و کاتوویتسه رو به شرق و ارتش چهاردهم ورماخت از اسلواکی به سمت شمال در جانب کراکوف حمله می‌کردند.
آلمان در این تهاجم از ۵۶ لشکر و چندین آرایش پشتیبانی دیگر استفاده کرد. بدین شکل ۳۰ لشکر برای محافظت از رایش در مقابل حمله متفقین باقی گذاشته شد.

### نیروهای لهستان
ارتش جمهوری دوم لهستان در ابتدای تأسیس آن ترکیبی از گروه‌های کوچک شبه‌نظامی، نیروهای دفاع محلی و یگان‌های ایجاد شده با کمک دولت‌های خارجی بود. مهم‌ترین این قوا از منظر عددی، نیرویی به فرماندهی ژنرال یوزف هالر بود که در قالب شش لشکر در فرانسه شکل گرفت. بیشتر نفرات این نیرو را افراد لهستانی تشکیل می‌دادند که در جریان جنگ جهانی اول به خدمت ارتش‌های امپراتوری آلمان و امپراتوری اتریش-مجارستان درآمده و در نهایت در جبهه‌های فرانسه و ایتالیا اسیر متفقین شده بودند. قریب به ۲۵ هزار نفر از داوطلبان لهستانی-آمریکایی نیز در کانادا جذب شده و آموزش دیده بودند. ماه فوریه سال ۱۹۱۹ پارلمان لهستان تشکیل نیروی زمینی این کشور را به تصویب رساند. اغلب نفرات این نیرو را قوای لهستانی حاضر در ارتش امپراتوری اتریش-مجارستان تشکیل می‌دادند. انتقال یگان‌های هالر در ماه آوریل همان سال به لهستان و پیوستن نیروهای لهستانی ارتش امپراتوری روسیه به آن، موجب تقویت نیروی زمینی لهستان شد.
همانند آلمانی‌ها، برخی فرماندهان نظامی در لهستان اهمیت سرعت و تحرک در میدان‌های نوین نبرد را درک کرده بودند. با این حال، با توجه به مشکلات اقتصادی، کوته‌نظری رهبران و پایبندی سرسختانه به سنت، لهستان همچنان به شدت به سواره‌نظام جهت دستیابی به این تحرک متکی بود. رهبری نظامی لهستان در زمینه اتخاذ سیاست توسعه ادوات و تاکتیک‌های نیروهای زرهی کندتر از سایر ملل عمل می‌کرد. به هر صورت ظرفیت پایین صنعتی در حقیقت این امکان را از لهستان گرفته بود. لهستان سال ۱۹۳۹ تنها ۵۰ تانک تولید کرد؛ درحالی‌که در همین مدت ۱۱۰۰ تانک از خط تولید در آلمان خارج شدند. سال ۱۹۳۹ بیشتر قوای زرهی لهستان را تانکت‌های دو سرنشین با زرهی سبک و عموماً تسلیحات مسلسل تشکیل می‌دادند. تا سال ۱۹۳۸ تنها دو تیپ تماماً مکانیزه پیاده‌نظام در لهستان وجود داشت که در هر یک دو گردان به تانک‌های سبک ۷تی‌پی مجهز بودند. میانه سال ۱۹۳۹ لهستان سفارش خرید تانک‌های بریتانیایی و فرانسوی را داد که تا پیش از شروع جنگ تنها ۵۰ تانک ر۳۵ از فرانسه و یک تانک ماتیلدا ۱ از بریتانیا دریافت شد.
اوضاع در نیروی دریایی لهستان نیز به همین ترتیب بود. با توجه به شرایط ضعف عددی محرز در مقابل کریگس‌مارینه، بیشتر ادوات نیروی دریایی لهستان پیش از آغاز جنگ، به بریتانیا منتقل شدند. تنها چند زیردریایی، تعداد کمی شناور مین‌ریز، یک ناوشکن و ادوات کوچک دیگری برای دفاع از سواحل و آب‌راه‌های داخلی در لهستان باقی ماندند. نیروی هوایی لهستان با پیش‌بینی حملات هوایی آلمان، روز ۳۰ اوت بیشتر اسکادران‌های تاکتیکی رزمی خود را از پایگاه‌های هوایی پیشین به پایگاه‌های هوایی کوچک و متفرق منتقل کرد.

## بسیج نیروهای لهستان
آمادگی کم لهستان در مقابل تهدید تا حدود زیادی در اثر سیاست خارجی فرانسه و بریتانیا بود که از این کشور می‌خواستند از دست زدن به هر اقدامی که موجب افزایش تنش با آلمان می‌شود، خودداری کند. این دو کشور نگران بودند بسیج نیروهای لهستانی موجب تحریک آلمان به آغاز جنگ شود. بهار سال ۱۹۳۹، داده‌های اطلاعاتی خبر از حرکت ۳۶ لشکر آلمانی به سمت مرزهای غربی لهستان می‌داد. لهستان زیر فشار عدم بسیج نیروها جهت جلوگیری از تحریک آلمان، در مقابل تهدید مسلم، از ماه مارس شروع به اجرای طرح بسیج مخفیانه خود کرد. تحت پوشش رزمایش تابستانی، نیروهای ذخیره از طریق ارسال نامه پستی به خدمت فراخوانده شدند.
اواخر بهار سال ۱۹۳۹، فرانسه و بریتانیا که از بی‌نتیجه بودن سیاست مماشات در مقابل آلمان مطمئن شده بودند، شروع به حمایت نظامی از لهستان کردند. در همین زمان یک پیمان دفاع دو جانبه بین بریتانیا، فرانسه و لهستان به امضا رسید. بر مبنای این تفاوت طرفین متعهد شدند در صورتی که یکی از آن‌ها مورد تهاجم واقع شود دو کشور دیگر بلافاصله در دفاع از آن وارد میدان گردند. بر این مبنا فرانسه وعده داد اگر به لهستان حمله شود، بسیج کامل نیروهای خود را آغاز کند و در عرض ۱۵ روز به شکل همه‌جانبه به آلمان از مرزهای غربی یورش ببرد. بریتانیا نیز پذیرفت اهداف نظامی آلمان را بمباران کند. تصور می‌شد چنین پیمانی دستاورد بزرگی در زمینه دیپلماسی باشد و از اقدامات مهاجمانه آلمان جلوگیری نماید. تمامی این دخالت‌ها در صورت درگیری نظامی کامل قابل اجرا بود. از همین رو لهستان با نگرانی از طفره رفتن بریتانیا و فرانسه از پایبندی به وعده‌ها همانند مسئله چکسلواکی با سلطه آلمان بر بخشی از اراضی آن، سعی کرد با پخش کردن نیروهای اندک خود در حداکثر اراضی ممکن احتمال درگیری را افزایش دهد. برای لهستان با بودجه نظامی بسیار کمتر از آلمان مسلم بود که هیچ امیدی جهت ایستادگی انفرادی آن در مقابل تهاجم همسایه غربی وجود ندارد. تنها امید لهستان در این شرایط دفاع و به تأخیر انداختن حرکت آلمانی‌ها به اندازه‌ای بود که بریتانیا و فرانسه مرزهای غربی آلمان با دفاعی ضعیف را مورد تهاجم قرار دهند؛ اگر این چنین می‌شد لهستانی‌ها مطمئن بودند در مقابل نیروی تقلیل‌یافته آلمان تاب خواهند آورد.
با وجود تجمع نیروهای آلمانی در مرز سابق چکسلواکی و لهستان و با این حال که خود بریتانیا از ۲۳ اوت شروع به بسیج کرده بود، فرانسه و بریتانیا تا ۳۰ اوت از لهستان می‌خواستند دست به بسیج کامل نظامی نزند. با این حال، لهستان در نهایت روز ۳۱ اوت رسماً اعلام بسیج عمومی کرد. حتی در این زمان نمایندگان دیپلماتیک فرانسه و بریتانیا از فرماندهی عالی لهستان خواستند فرمان بسیج عمومی را پس بگیرد. به هر صورت تا روز ۱ سپتامبر لهستان تنها قادر شد نیمی از نیروهایش را بسیج کند و تنها نیمی از این نیروها در شرایط آمادگی رزمی و مستقر در مواضع پیش‌بینی‌شده بودند.

## آغاز تهاجم

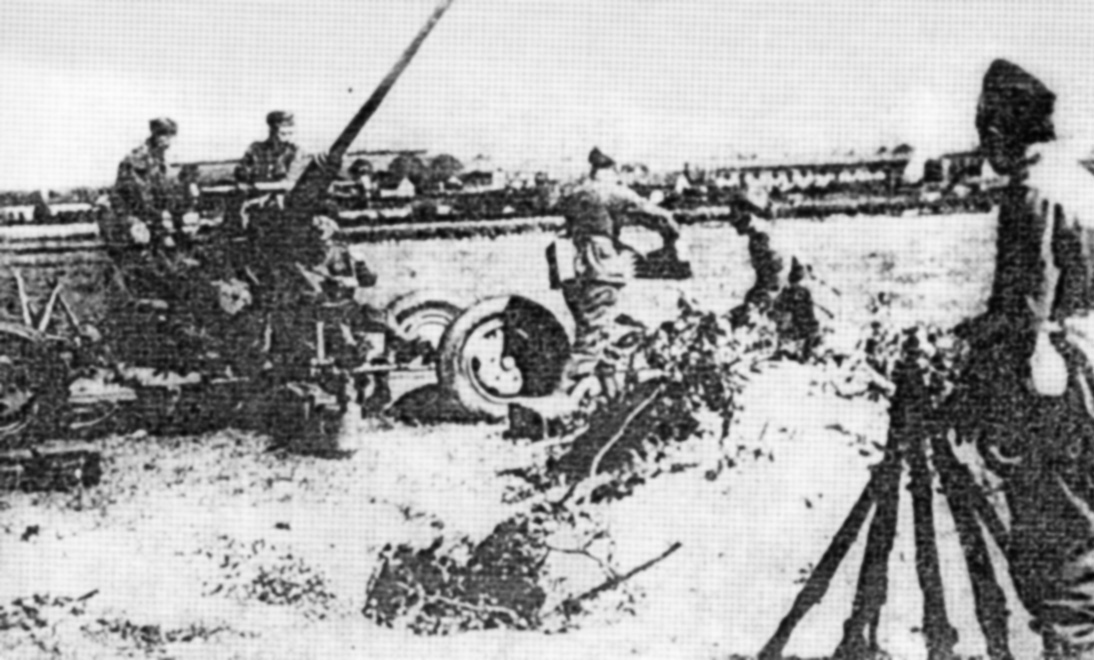
توپخانه ضدهوایی لهستان در لویو در سال ۱۹۳۹.

تهاجم آلمان به لهستان سپیده‌دم روز ۱ سپتامبر سال ۱۹۳۹ با گلوله‌باران مواضع نیروهای لهستانی در بندر وسترپلاته در دانتیش توسط نبردناو شلسویگ-هولشتاین آغاز شد. آتشبارهای ساحلی پیش از آن که بتوانند پاسخی بدهند، منهدم شدند. نیروهای آلمانی پس از حادثه گلایویتس، بامداد همان روز با گذر از مرز مشترک، قدم در خاک لهستان گذاشتند. این اقدام موجب شروع جنگ جهانی دوم در اروپا شد. تهاجم آلمان به لهستان نخستین مظهر بلیتس‌کریگ، جنگ برق‌آسای نیروهای مکانیزه در جهان بود.
در شمال، یورش اصلی ارتش چهارم ورماخت از طریق جنگل‌های توخولا انجام گرفت. دفاع لهستان در این ناحیه ضعیف بود. در مقابل سه لشکر پیاده‌نظام، یک لشکر زرهی و دو لشکر پیاده‌نظام موتوریزه آلمانی، لهستانی‌ها بیشتر لشکر بیست‌وهفتم پیاده‌نظام و عناصری از تیپ سواره‌نظام پومورسکا را به سمت جنوب در جهت مواضع دفاعی بهتر عقب کشیدند. تنها لشکر نهم پیاده‌نظام و چند یگان سواره‌نظام در مقابل حمله باقی ماند. به هر صورت همین مقدار نیرو توانست مدتی تقریباً تمامی خط خود را حفظ کند و گاهی آلمانی‌ها را عقب براند. با وقوع درگیری‌های شدید تلفات سنگینی به هر دو طرف وارد آمد. به هر صورت لشکر سوم زرهی ورماخت در نهایت توانست پلی بر رود بردا که تنها توسط یک گروهان لهستانی محافظ می‌شد، بیابد و در عرض چند دقیقه تصرف کند. در اقدامی متهورانه، هنگ ۱۸ اولان از تیپ سواره‌نظام پومورسکا نیمی از توان خود را از طریق جنگل‌های انبوه توخولا به پشت سر پیشروی آلمانی‌ها فرستاد. این یگان سواره توانست گروهی از پیاده‌نظام دشمن را غافلگیر کند و با شمشیر به آن حمله ببرد. با فرا رسیدن خودروهای زرهی ورماخت سواران لهستانی زیر آتش مسلسل آن‌ها وادار به عقب‌نشینی شدند. در این درگیری ۲۰ لهستانی از جمله فرمانده هنگ کشته شدند. گزارش خبرنگارانی که روز بعد از این نبردگاه بازدید کردند، موجب پدیداری اسطوره نادرست حمله سواران لهستانی با شمشیر به زره‌پوش‌های آلمانی شد.
عنصر دوم تهاجم شمالی توسط ارتش سوم ورماخت از پروس شرقی نیز در ابتدا موفقیت اندکی داشت. لشکر بیستم پیاده‌نظام لهستان در مواضع دفاعی در نزدیکی مواوا جلوی لشکر یکم پیاده‌نظام ورماخت را گرفت. بدین شکل در روز نخست جز گذرگاه رود بردا، تهاجم شمالی ورماخت مجموعاً دستاوردهای اندک و پیشروی کمی داشت.
در این حال فرماندهی عالی لهستان همچنان در تلاش برای ادامه بسیج نیرو و استقرار آن‌ها در مرز بود.

## پایان کارزار
روز ۱۷ سپتامبر با آغاز تهاجم ارتش سرخ از سمت شرق به زودی مشخص شد که طرح دفاع در مرز رومانی هم دیگر بی‌فایده است و دستور عقب‌نشینی همه نیروها به خاک رومانی که در آن زمان بی‌طرف بود صادر گشت. در ۶ اکتبر و پس از شکست در نبرد کوک نیروهای آلمان و شوروی تسلط کامل بر خاک لهستان پیدا کردند و جمهوری دوم لهستان پایان یافت هرچند که لهستان هیچگاه به صورت رسمی تسلیم نگشت.
دو روز بعد در ۸ اکتبر دولت آلمان به صورت رسمی مناطق غربی لهستان را ضمیمه خاک خود و در قسمت باقی مانده دولت عمومی را ایجاد کرد. پس از اشغال کشور به سرعت گروه‌های مقاومت دست به ایجاد دولت زیرزمینی لهستان زدند و دولت لهستان که به غرب فرار کرده بود دولت در تبعید لهستان را تأسیس کرد تا مقاومت ادامه پیدا کند.